# José Campagnoli
José Cruz Campagnoli (Morón, Provincia de Buenos Aires, 30 de julio de 1976) es un político y militante peronista argentino, quien actualmente es Legislador de la Ciudad Autónoma de Buenos Aires.

## Biografía
José Cruz comenzó a militar en el secundario a principios de los años 90, en el Colegio Nacional Manuel Dorrego, de Morón, ciudad donde nació.
Es Licenciado en Ciencias Políticas en la Universidad de Buenos Aires. Hincha de Boca, en pareja con Julieta, le gusta la música de Silvio Rodríguez, Fito Páez y Los Redondos.
Su carrera política tuvo un momento clave en 1994, cuando conoció a Martín Sabbatella, su referente político partidario. Al año siguiente, comenzó a militar en el Frente Grande. En 1999, Sabbatella ganó la intendencia moronense, derrotando al menemista Juan Carlos Rousselot.
Entonces, con 23 años, Campagnoli fue designado interventor de la dirección de Tránsito del municipio. En 2001, asumió la dirección de la Oficina Anticorrupción. En 2003, fue elegido concejal y asumió la presidencia del bloque oficialista, y en 2006 presidió el Concejo Deliberante. Entre 2008 y 2009, se estableció definitivamente en Buenos Aires.
En 2013 ocupó el tercer lugar en la lista de candidatos a legisladores porteños del Frente para la Victoria que encabezó el ex canciller Jorge Taiana.

## Comisiones que integró
- Ambiente[4]
- Asuntos Constitucionales (Vicepresidente 1)
- Derechos Humanos, Garantías Y Antidiscriminación (Presidente)
- Presupuesto, Hacienda, Administración Financiera Y Política Tributaria
- Salud